# Davre
|  | Sammenskrivningsforslag Artiklen Davre er foreslået føjet ind i Måltid. (Siden august 2022) Diskutér forslaget |

Davre er et gammelt udtryk om morgenmad. På svensk dagvard, på norsk dugurd, men her tænkes på et formiddagsmåltid omkring kl 10.  På oldnordisk dagverðr, sammensat af "dag" og oldnordisk verðr, "måltid" (beslægtet med "vært"). 
Davren er det tidlige morgenmåltid spist kl. 5 til 6. Davren bestod af sild, brød, flæsk, ost, bænkevælling, øllebrød eller havregryn. Betegnelserne "davre" og det beslægtede ord "nadver" (aftenmåltidet) bruges i Vestjylland, Vendsyssel, Sønderjylland og på Fyn. Davregryn var et varemærke for havregryn, der kunne købes i brugsbevægelsens butikker fra 1934 til 2002. 